# Galaad
Galaad (een verbastering van Galahad) is een Zwitserse muziekgroep binnen de progressieve rock. Thuisbasis is Moutier. 
De band werd in 1988 opgericht als het Zwitserse antwoord op Marillion. De leider van Galaad, Pierre-Yves Theurillat, was fan van die band met zanger Fish. Niet alleen zijn zangkwaliteiten waren een aansporing maar ook zijn charisma op podia en erbuiten. Theurillat ging zelfs zover dat hij de tekstopbouw en bewegingen van Fish overnam. Daar waar Marillion (ook zonder Fish) doorzette, stopte Galaad al na twee albums. De breuk volgde op muzikale meningsverschillen waarbij de band in tweeën brak (enerzijds professioneel worden, anderzijds semi-beroeps blijven). Theurillat probeerde nog een doorstart te maken onder de naam PyT et Les Questions, maar kreeg het uiteindelijk niet voor elkaar. Ook een hernieuwde samenwerking met gitarist Sébastien Froidevaux leidde niet verder dan wat opnamen.
Theullirat liet zich verder inspireren door Pendragon en Twelfth Night. Hij is verder een bewonderaar van de Franse symfo-band Ange.
Vanaf 2016 kwamen de bandleden weer bij elkaar en het resultaat was het album Frat3r. Men hoopte het te kunnen continueren middels concerten, maar in 2020 verhinderde de coronapandemie dat. In 2021 volgde het album Paradis posthumes.

## Discografie
- 1992: Premier février
- 1996: Vae victis
- 2019: Frar3r